# Černá studnice

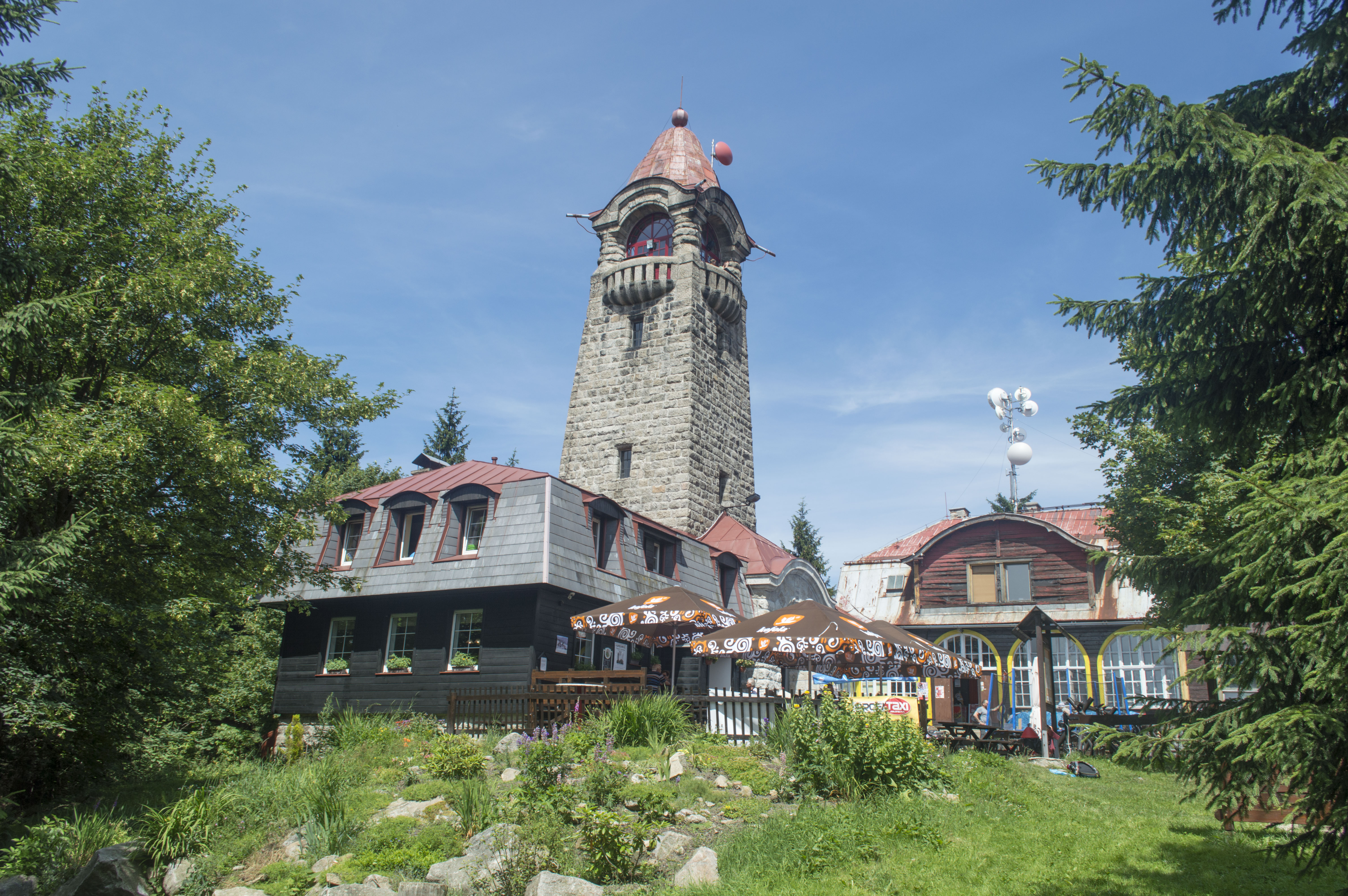
Rozhledna na Černé studnici

Černá studnice (německy Schwarzbrunnberg) je se svými 872 m n. m. nejvyšším vrcholem Černostudničního hřebene Jizerských hor. Tato hora na rozvodí Baltského a Severního moře je dominantou krajiny kolem Jablonce nad Nisou, od kterého je vzdálena necelých 5 km jihojihovýchodně. Je také turistickým cílem, od roku 1905 se na jejím vrcholu, který katastrálně přísluší k městu Smržovka, nachází turistická chata a rozhledna.
Pod horou leží dvojice vsí majících svá jména odvozená od hory: Horní Černá Studnice patří pod obec Nová Ves nad Nisou, Dolní Černá Studnice pod Pěnčín. Nedaleko vrcholu při cestě z Horní Černé Studnice se nachází Veselého kříž, připomínající sebevraždu Václava Veselého z Nové Vsi. Ten se ve zdejším lesíku 3. července 1969 zastřelil, údajně z nešťastné lásky. V okolí rozhledny jsou stejně jako po celém hřebeni roztroušeny žulové balvany a skály (Kladívko, Čertova hlavička, Černostudniční věž, Buchta…). Některé útvary jsou využívány i k horolezeckým aktivitám.

## Historie
Na vyhlídku byla skála na vrcholu hory upravena již roku 1885, kdy zde liberecký Německý horský spolek opatřil dvojici skalek plošinou a zábradlím. Pro spolek, který tehdy existoval pouhý rok, to byla vůbec první stavební akce.
Liberecký spolek však věnoval téměř veškerou svou pozornost stavbě horského hotelu na Ještědu, jablonečtí turisté se proto od něj odtrhli a roku 1903 založili vlastní Horský spolek pro Jablonec a okolí, který vzápětí vyhlásil veřejnou soutěž na návrh reprezentativnější rozhledny na Černé studnici. Vítězem konkurzu se stal jablonecký architekt Robert Hemmrich, stavbou samotnou byl pověřen stavitel Corazza. Poslední překážkou stavbě bylo vlastnictví pozemku, spolek však dokázal vyměnit s majitelem panství, hrabětem Desfoursem, své dva jiné pozemky za potřebnou stavební parcelu. Rozhledna byla slavnostně otevřena 14. srpna 1905, slavnosti se tehdy zúčastnilo na šest tisíc lidí.
Kvůli velkému zájmu se v dalších letech chata několikrát rozšiřovala, po přestavbě roku 1930 dosáhla její kapacita 600 míst.

## Rozhledna
Rozhledna je 26 metrů vysoká věž z až 3 tuny těžkých žulových kvádrů. Její stěny jsou u paty široké 1,6 metrů, na její vrchol vede 91 schodů. Ze čtyřech ochozů věže je výhled na celý Jablonec, asi tři čtvrtiny Liberce, celý Ještědsko-kozákovský hřbet, samozřejmě významné části Jizerských hor a Krkonoš a dále také Český ráj s Troskami, Bezdězem a Ralskem.

## Kameníci
Černostudniční hřeben je tvořen žulou označovanou lokálně jako "dvojslídná tanvaldská". Od nepaměti byli místní obyvatelé přinuceni k soužití s touto horninou. Z počátku jim hlavně překážela na budoucích lukách, polích i v lesích. Menší balvany sváželi na hromady zvané "hrobky", větší se snažili svalit do pracně vykopaných jam. Z otesaných žulových bloků jako z nejlevnějšího materiálu budovali podezdívky a zdi svých chalup, stodol i dalších menších staveb. Koncem 18. století prudce vzrostla potřeba stavebního kamene. Místní kameníci začali rozbíjet osamocené a "neužitečné" balvany. Otesávali je na vazáky, kopáky, okeňáky, laufáky či jen hrubě otesané bakule a na mnoho dalších tvarů. Těžce je vyváželi z lesů a prodávali. Kameníci pozměnili tvář hor, protože mnoho kamenů, skal a balvanů sprovodili ze světa. Z Horních Beranských skal shodili krásný viklan a rozbili jej v roce 1890. Dolní Beranské skály zpracoval a prodal kameník Krupka ještě za II. světové války. Při troše pozornosti lze na Černostudničním hřebeni dodnes nalézt v mnoha drobných lomech i na některých zbývajících balvanech stopy práce těchto starých kameníků.